# Microregione di São Félix do Xingu
La Microregione di São Félix do Xingu è una microregione dello Stato del Pará in Brasile, appartenente alla mesoregione di Sudeste Paraense.

## Comuni
Comprende 5 comuni:
- Bannach
- Cumaru do Norte
- Ourilândia do Norte
- São Félix do Xingu
- Tucumã